# Buslijn 171 (Amsterdam-Aalsmeer)
Buslijn 171 is een buslijn geëxploiteerd door Connexxion die Station Amsterdam Bijlmer verbindt met het Busstation Aalsmeer. 

## Geschiedenis

### Lijn 1/11

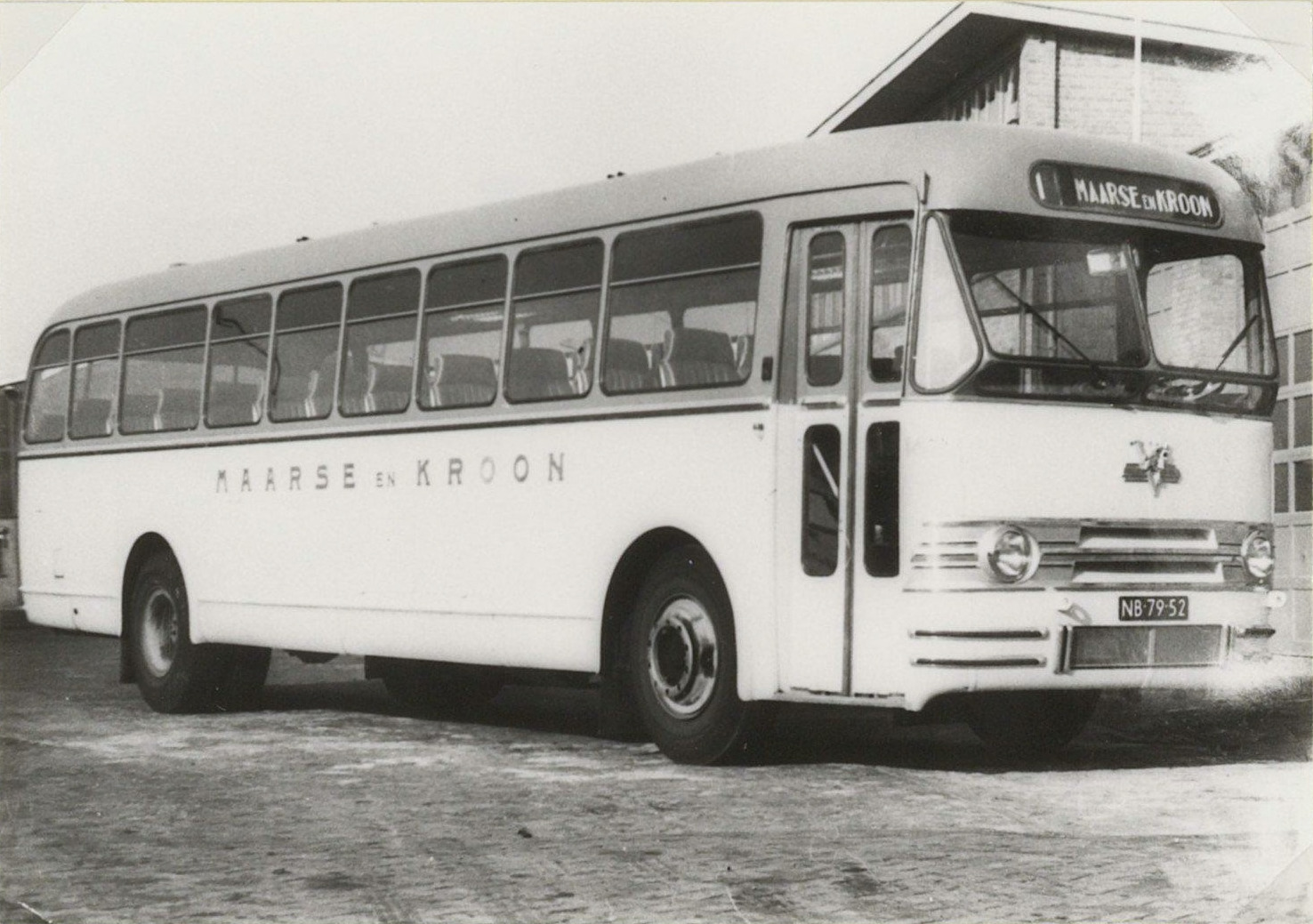
Maarse & Kroonbus op lijn 1 tussen 1954 en 1963

Op 15 mei 1925 werd bij de toenmalige streekvervoerder Maarse & Kroon een verbinding geopend tussen Aalsmeer en Leimuiden die verder reed naar Leiden. Op 1 januari 1927 werd een busdienst geopend van Aalsmeer via Bovenkerk en Amstelveen naar het Haarlemmermeerstation. Hieruit ontstond lijn 1 die Aalsmeer (een deel van de diensten reed verder naar Kudelstaart/Rijsenhout en Leimuiden) via Bovenkerk en Amstelveen (waar gereden werd via de Keizer Karelweg en de Amsterdamseweg) met Amsterdam verbond over de Amstelveenseweg) met het Haarlemmermeerstation.  
Tussen Aalsmeer en Bovenkerk had de lijn twee routes. Afwisselend werd gereden via de Aalsmeerderdijk en de Legmeerdijk.  
Op 17 oktober 1971 werden de lijn samen met lijnen 6, 7, 8 en 9 opengesteld voor stadsvervoer in Amsterdam omdat GVB-bus 29 werd opgeheven en vervangen door M&K-lijnen die toegankelijk waren met GVB-plaatsbewijzen. Dit betrof alleen het traject tussen de Kalfjeslaan en het Haarlemmermeerstation. Bij de invoering van de eerste fase van Lijnen voor morgen op 17 oktober 1971 werd de lijn ter vervanging van tram 1, die van de Amstelveenseweg verdween, doorgetrokken 
via de Overtoom naar het centraal station waar de lijn in het Prins Hendrikplantsoen standplaats had.
In juni 1973 fuseerde M&K met de NBM tot Centraal Nederland. Lijn 1 werd gesplitst in lijn 1 die via de Aalsmeerderdijk reed en lijn 11 via de Legmeerdijk.

### Lijn 171

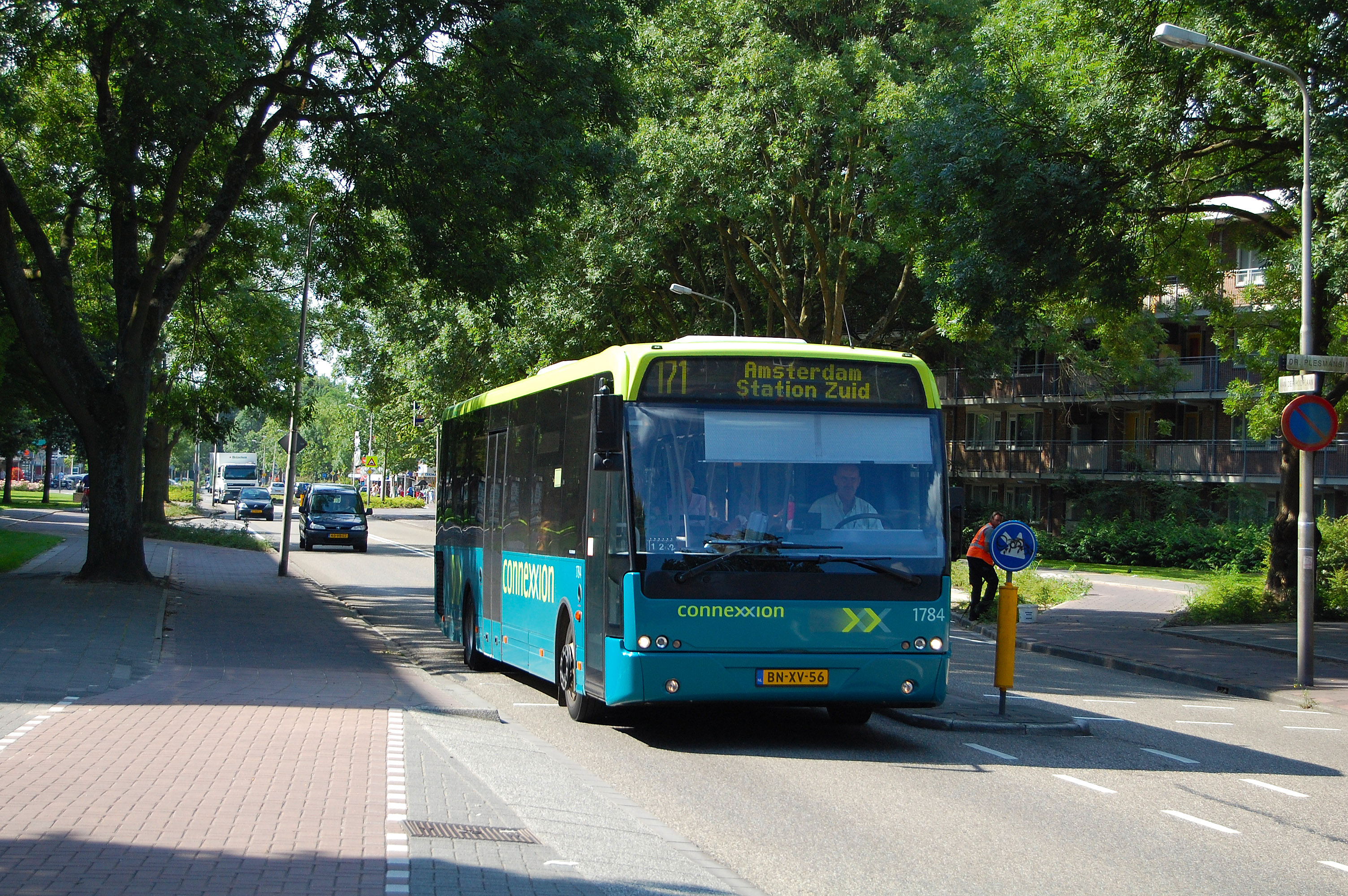
Berkhof Ambassador 1784 op lijn 171 in 2010

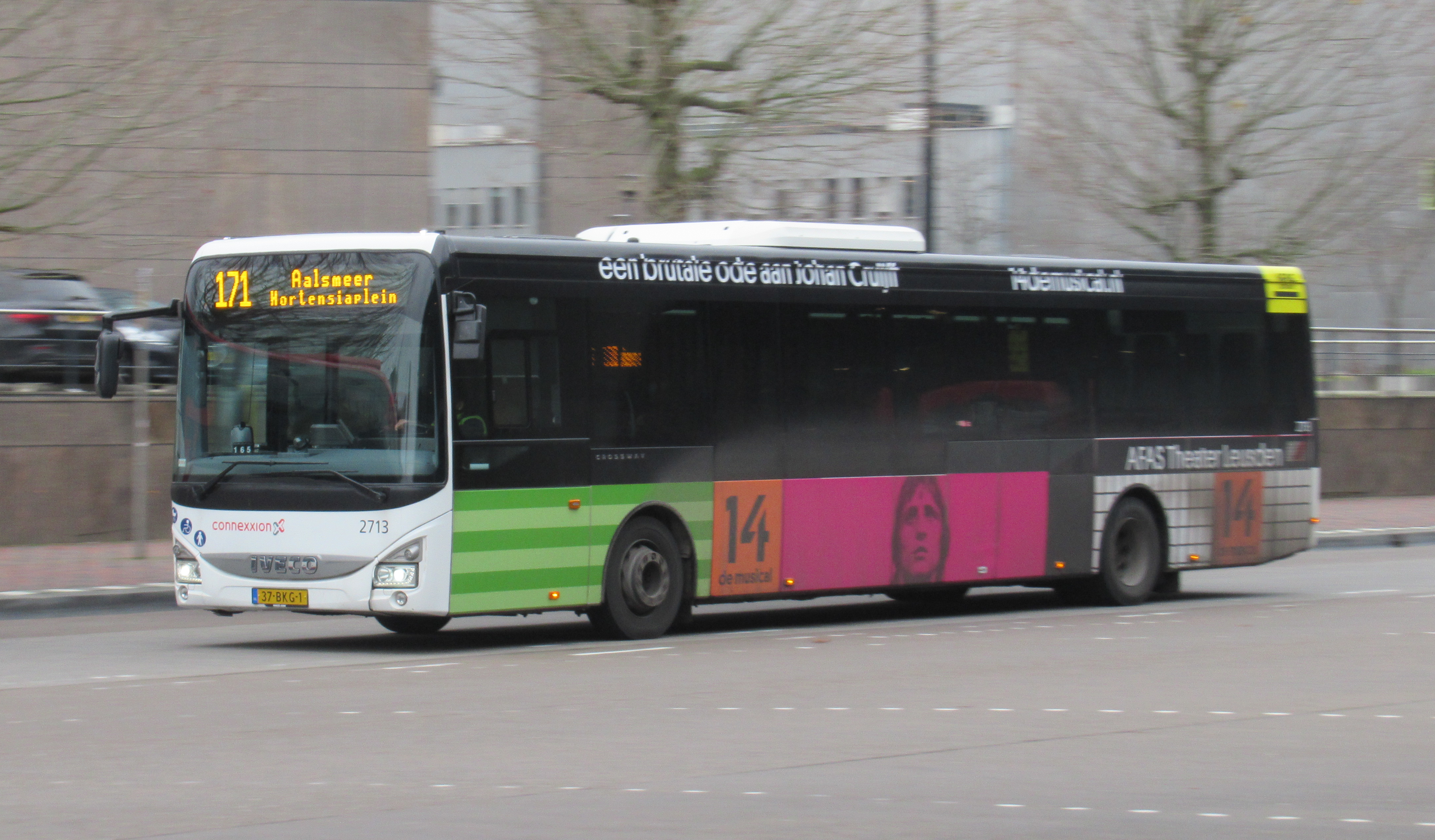
Iveco Crossway 2713 op lijn 171 in 2021

Ebusco elektrische bus 2072 op lijn 171 in 2025

In 1980 begon CN systematisch de lijnnummers te verhogen om doublures binnen Amsterdam te voorkomen. De ex MK-lijnen kwamen op 31 mei 1981 aan de beurt. De 100-nummers waren al in gebruik en dus werd lijn 1 tot 171 vernummerd en lijn 11 tot 172. Lijn 171 werd geëxploiteerd vanuit de vestigingen Aalsmeer (later Uithoorn) en Leimuiden en reed vanaf december 1990 grotendeels met gelede bussen. In mei 1993 werd de lijn op de stille uren ingekort tot het busstation Marnixstraat.
In mei 1994 werd CN opgeheven en verdeeld (feitelijk teruggesplitst) tussen NZH en Midnet; lijn 171 was voortaan een NZH-lijn en werd enerzijds ingekort tot Kudelstaart en anderzijds (vanaf 1998) in samenhang met lijn 172 doorgetrokken naar Landsmeer met gedeeltelijke inzet van bussen uit de vestiging Zaandam. 
In mei 1999 fuseerden NZH en Midnet met de omringende streekvervoerders tot Connexxion, alweer de vierde exploitant voor lijn 171. Lijn 171 werd ingekort tot het traject Aalsmeer-Amstelveen. De gelede bussen verdwenen en in december 2007 werd lijn 171 in de spitsuren doorgetrokken naar station Zuid.
In december 2010 werd lijn 171 werd op werkdagen overdag verlegd vanaf Plein 1960 naar Ouderkerk aan de Amstel (waar het ommetje van lijn 175 werd overgenomen) en station Bijlmer ArenA. Sinds december 2014 wordt door de omzetting van lijn 175 in R-net lijn 356 het traject ook in de avonduren en weekeinde gereden waarbij echter niet het ommetje door Ouderkerk wordt gereden. Sinds december 2017 wordt in de avonduren en het weekend niet meer gereden tussen Amstelveen en Amsterdam; de haltes Bankrashof, Brug Ouderkerk aan de Amstel (beide zijden) en Ventweg worden dan niet meer bediend omdat de R-netlijnen hier niet stoppen.
Op 12 december 2021 werd lijn 171 via de Middenweg en de Zwarteweg verlegd naar het nieuwe busstation van Aalsmeer aan de N196. Op de Zwarteweg werd de nieuwe halte FloraHolland Noord (ter hoogte van de halte op het terrein van de bloemenveiling) en de bestaande haltes P.F. von Sieboldlaan en Mendelstraat (ter vervanging van de lijnen 357 en 358) in gebruik genomen.

## Lijn 271
In de vroege ochtend voordat de dagexploitatie ook bij het GVB begint wordt onder dit lijnnummer één rit gereden van de Gaasperplas naar station Bijlmer ArenA en vandaar rechtstreeks naar de bloemenveiling in Aalsmeer ten behoeve van vroege werkers uit de Bijlmermeer.